# Station Cefn-Y-Bedd
Cefn-Y-Bedd is een spoorwegstation van National Rail in Flintshire in Wales. Het station is eigendom van Network Rail en wordt beheerd door Transport for Wales. Het station is geopend in 1866. Het station is een request stop, waar treinen alleen stoppen op verzoek.